# Pisanello
Vittore Pisanello (San Virgilio, a Garda-tó mellett, 1380 körül – 1451) olasz festő és éremkészítő.

## Pályafutása
Nagy falfestményeket készített a velencei nagy tanácsteremben, a római Laterán-templomban, Mantovában és Paviában, de ezek elpusztultak és csak igen kevés hasonló műve maradt fönn, mint a veronai San Fermo és Sant’Anastasia templomok egy-egy freskóképe. Függőképei közül hitelesek: Lionello d’Este képmása (bergamói képtár); A Madonna megjelenése Szent Antalnak és Szent Györgynek (London, nemzeti képtár); A királyok imádása (berlini múzeum). Ezekben is mint költői fölfogású és amellett a természetet élesen megfigyelő művész mutatkozik, de még inkább híres érmeiben, amelyeken úgy a képmások, mint az egyéb alakok klasszikus egyszerűséggel és szépséggel vannak ábrázolva.
Egyik híres alkotása Luxembourgi Zsigmondról készített portréja.
Nécsey László róla írt doktori értekezése 1907-ben jelent meg.